# پولسانو
پولسانو (به ایتالیایی: Pulsano) یک کومونه در ایتالیا است که در استان تارانتو واقع شده‌است.

## خصوصیات
پولسانو ۱۸٫۷۷ کیلومترمربع مساحت و ۱۱٬۲۶۱ نفر جمعیت دارد و ۳۷ متر بالاتر از سطح دریا واقع شده‌است.